# Kirk Pitman
Kirk Pitman (* 13. Dezember 1981 in Tauranga) ist ein ehemaliger neuseeländischer Beachvolleyballspieler und heutiger Trainer.

## Karriere
Kirk Pitman spielte seit 2001 international Beachvolleyball. Mit Hayden Jones wurde er 2003 Asienmeister. Von 2004 bis 2012 trat er mit Jason Lochhead auf der FIVB World Tour an. Die beiden Neuseeländer wurden 2004 und 2005 Vize-Asienmeister und nahmen viermal in Folge an Weltmeisterschaften teil, wobei ihre beste Platzierung ein neunter Rang 2009 in Stavanger war.
Seit 2013 ist Pitman Trainer der britischen Beachvolleyballerin Zara Dampney, mit der er verlobt ist.